# Max Fail

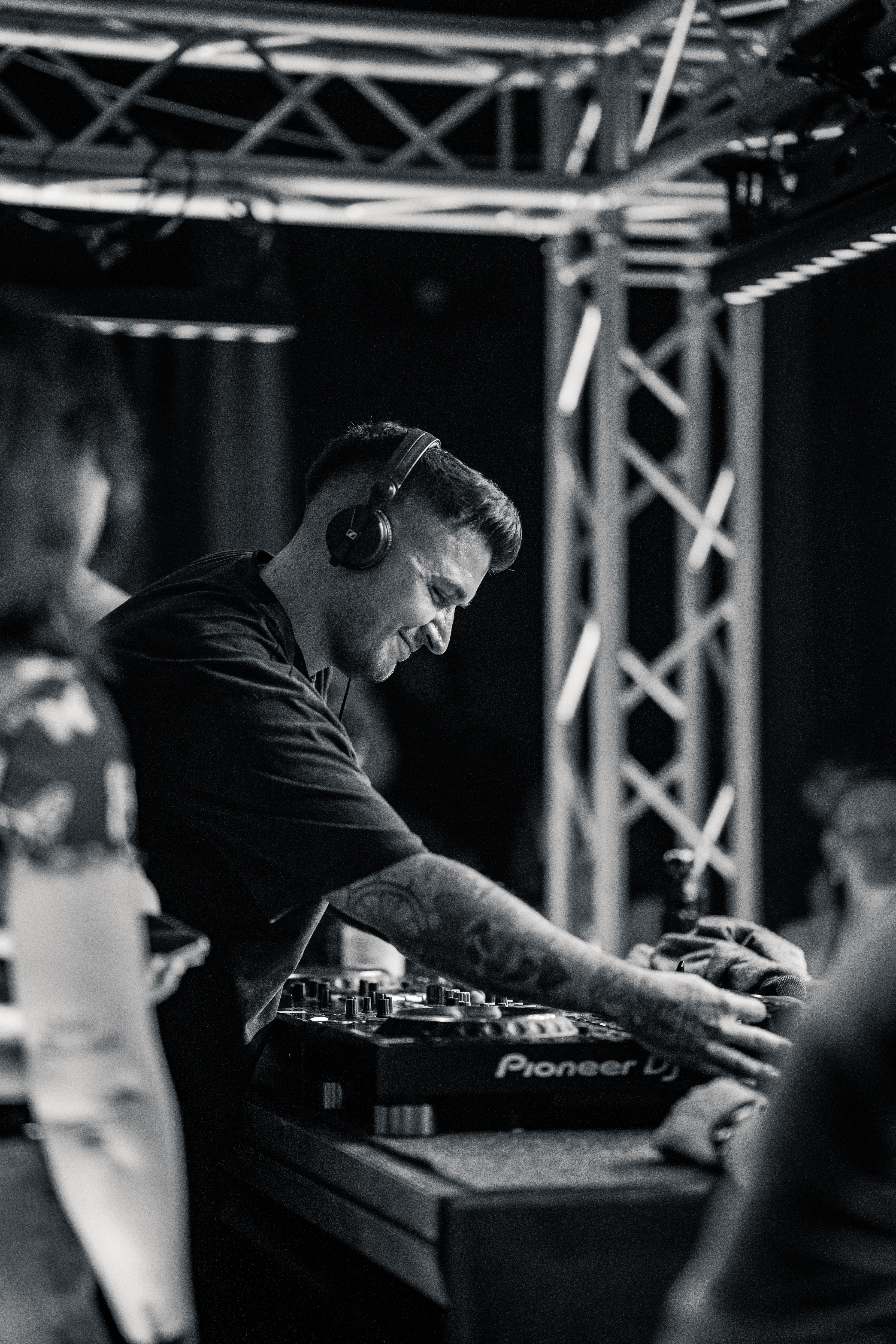
Max Fail im Crazy Friesack Club

Max Fail (* 18. Dezember 1992 in Hamburg; bürgerlicher Name Maximilian Eickhölter) ist ein deutscher DJ und Musikproduzent im Bereich der elektronischen Tanzmusik. Er ist vor allem im Genre Future House aktiv und seit Mitte der 2010er-Jahre mit eigenen Tracks und Remixen in der deutschen Club- und Festivalszene präsent. Bekanntheit erlangte er durch Veröffentlichungen wie die Single „Calm Dawn“ (2017) sowie durch Auftritte bei großen Festivals wie Airbeat One, Ruhr-in-Love und dem Sputnik Springbreak.

## Karriere
```
Max Fail begann seine Karriere als 
DJ
 in 
Hamburg
 und legte bereits vor seinen ersten eigenen Veröffentlichungen regelmäßig in Clubs auf. Unter seinem bürgerlichen Namen Maximilian Eickhölter veröffentlicht er seit 2014 kontinuierlich House-Tracks, unter anderem auf den Labels 
Future House Cloud
, Run DBN Records und Aerochrone. Mit der Single „Calm Dawn“ landete er 2017 einen ersten Achtungserfolg; der Future-House-Titel wurde von internationalen Star-DJs wie 
Timmy Trumpet
 und 
W&W
 in deren Sets gespielt und erreichte bis Anfang 2019 rund 750.000 
Spotify
-Streams. 2018 produzierte Fail einen offiziellen Remix der Single „Alleine gemeinsam“ für das beim Major-Label Sony unter Vertrag stehende Duo 
Anstandslos & Durchgeknallt
.
[
3
]
[
4
]
```

Spätestens ab 2018 trat Max Fail auch auf größeren Festivals in Erscheinung. So war er unter anderem beim Ruhr-in-Love-Festival, dem Airbeat One sowie dem Sputnik Springbreak als DJ vertreten. Ende 2018 erschien die Future-House-Collaboration „State of Mind“ mit dem Produzenten Passik und der Sängerin Heleen. Im Januar 2019 veröffentlichte Fail die Single „About You“. In den folgenden Jahren folgten weitere Veröffentlichungen: 2021 erschien zusammen mit den Produzenten Blaze U und Zero Sugar eine Neuauflage des Krewella-Hits „Alive“ im Slap-House-Stil. Im April 2022 veröffentlichte er gemeinsam mit dem Duo Beachbag und der Sängerin Viktoria Vane eine Coverversion des Dance-Klassikers „L’amour toujours“ von Gigi D’Agostino auf Kontor Records. 2024 folgte mit „Major Tom (Völlig losgelöst)“ eine gemeinsame Single von Max Fail und Blaze U – eine moderne Adaption des NDW-Hits von Peter Schilling.

## Stil und Rezeption
```
Musikalisch ist Max Fail im Bereich des 
Future House
 und verwandter elektronischer Genres angesiedelt. In seinen Produktionen und Live-Sets verarbeitet er auch Elemente aus dem 
Bass House
 und 
Techno
[
9
]
. Das Dance-Musikportal 
Dance-Charts
 zählte ihn 2021 zu den „gefragtesten DJ- und Produzenten-Talenten Deutschlands“.
[
10
]
 Mehrere seiner Titel wurden millionenfach gestreamt und von namhaften EDM-Künstlern wie 
Don Diablo
, 
Felix Jaehn
, 
Dash Berlin
 oder den bereits genannten W&W in ihren Sets gespielt. Sein Track „Calm Dawn“ erhielt Support von 
Timmy Trumpet
 und 
W&W
, die Neuauflage „
L’amour toujours
“ lief im Programm mehrerer Radiostationen und wurde auf vielen Dance-Compilations veröffentlicht.
[
11
]
```

## Diskografie (Auswahl)
```
Singles
```

2017: Calm Dawn
2018: State Of Mind (mit Passik feat. Heleen)
2019: About You
2020: Run Away (mit The Cousins)
2021: Alive (mit Blaze U & Zero Sugar feat. Agus Bouquet) – Cover des gleichnamigen Titels von Krewella
2022: L’amour toujours (mit Beachbag & Viktoria Vane) – Cover des gleichnamigen Hits von Gigi D’Agostino
2024: Major Tom (Völlig losgelöst) (mit Blaze U) – Cover des gleichnamigen Hits von Peter Schilling
Remixes
2018: Alleine gemeinsam (Max Fail Remix) – Anstandslos & Durchgeknallt feat. Kenay